# 厚膝獸
厚膝獸（學名Bathygenys）是一類已滅絕的陸生草食性動物。牠們屬於岳齒獸科，是北美洲的特有種，生存於始新世晚期至漸新世早期。
厚膝獸是反芻動物，身體笨重，尾巴很長，腳短及有四趾蹄。厚膝獸估計重6.2-8.53公斤。